# Iglesia del Señor Jesús del Gran Poder
La iglesia del Señor Jesús del Gran Poder es un templo católico ubicado en la ciudad de La Paz, Bolivia, declarado Patrimonio Cultural y Monumento Nacional Religioso de La Paz y de Bolivia por Ley 3124 del 4 de agosto de 2005.

## Historia y advocación
La iglesia es conocida por albergar una imagen pictórica de Cristo con tres rostros que data del siglo XVII y que, supuestamente, perteneció a una monja llamada Genoveva Carrión, la cual entregó el cuadro como billete de ingreso al Convento de las Madres Concepcionistas en la ciudad de La Paz. Se dice que el cuadro deambuló por varios lugares de la ciudad luego de la muerte de esta novicia, concediendo favores y obrando milagros por donde pasaba. Por este motivo, y dada su creciente reputación como hacedor de milagros, se inició la construcción del templo en 1928 para albergar el lienzo. Junto con la construcción comenzaron a realizarse entradas folklóricas en honor a la figura, las cuales se fueron engrandeciendo con el tiempo, hasta llegar a su esplendor actual.
En 1930 el lienzo con la figura de tres rostros fue repintado por encargo de un fiel, cubriendo los tres rostros con uno solo e identificándolo como el Señor del Gran Poder, patrón de Sevilla. Sin embargo, la iconografía no era consistente, pues mientras el Cristo español carga una cruz sobre los hombros, el boliviano está con los brazos abiertos. Actualmente, a pesar de la pintura, todavía se adivinan las tres caras, las cuales representan a la Santísima Trinidad. En este sentido, se dice que los feligreses encargan sus peticiones al rostro derecho, dedican las intenciones benéficas al del medio y solicitan al rostro izquierdo peticiones de venganza y malos designios. En 1943 se pretendió trasladar la imagen a un nuevo templo más espacioso, ubicado a unas pocas cuadras, pero los vecinos se negaron a entregar el cuadro para su traslado. Finalmente, en 2002, ante la posibilidad de restaurar el cuadro descubriendo los tres rostros escondidos, se decidió que era mejor que la imagen permaneciera como estaba.
La imagen de Cristo que se adora en la iglesia se conoce popularmente como "tata" (padre, en aimara) y es el patrón de la conocida fiesta del Gran Poder, reconocida como Patrimonio Cultural Inmaterial de la Humanidad por la Unesco.
En 2005 el templo fue declarado monumento nacional, en 2016 el papa lo declaró como "santuario de peregrinación" y en 2019 fue refaccionado gratuitamente por un grupo de voluntarios católicos.
Actualmente, la iglesia cuenta con un museo en el que se exhiben prendas entregadas por los feligreses para vestir a Jesús del Gran Poder, entre otros objetos relacionados.